# Kosrae
Kosrae (zwany dawniej Kusaie; ang. Kosrae State) – najmniejszy z czterech stanów wchodzących w skład Sfederowanych Stanów Mikronezji, obejmujący wyspę o tej samej nazwie i przybrzeżne wysepki. Od zachodu graniczy ze stanem Pohnpei, a od wschodu z Wyspami Marshalla. Powierzchnia stanu to 110,5 km². Pod względem administracyjnym, stan dzieli się na 5 municypiów (gmin).

## Historia
W XIX w. Kosrae było znanym portem wielorybniczym. Regularne loty na Kosrae wprowadzono dopiero w roku 1979. Do tamtej pory pocztę między wyspami przewoziły statki, co trwało niekiedy nawet pół roku.

## Geografia
Kosrae jest najbardziej wysuniętą na wschód wyspą, która znajduje się w Archipelagu Karolin. Wyspa znajduje się ok. 600 km na północ od równika, pomiędzy wyspą Guam, a Hawajami. Wyspa ma powierzchnię ok. 110 km2.                                         W skład stanu wchodzi tylko jedna główna wyspa – jej najwyższym wzniesieniem jest Finol Finkol (634 m n.p.m.) – oraz kilka małych przybrzeżnych w obrębie raf koralowych. Jedną z nich jest Lelu Island o powierzchni 2 km², którą zamieszkuje około 1500 osób. Inne bardzo małe, bezludne wyspy Yen Yen, Yenasr, Kiul, Mutunyal, Sroansak, oraz Srukames.

## Fauna
zobacz: skworczyk kruczy, kureczka mikronezyjska – wymarłe ptaki z tej wyspy.

## Demografia
Według spisu z 2010 r., stan jest zamieszkany przez ponad 6600 osób, a jego stolicą jest Tofol, którego populacja stanowi ponad połowę mieszkańców wyspy. Zdecydowana większość mieszkańców to Kosraeńczycy posługujący się językiem kosrae. W użyciu, lecz nie powszechnym, jest również język angielski.